# Fulham
Fulham – dzielnica w zachodnim Londynie, położona na terenie gminy London Borough of Hammersmith and Fulham.

## Historia
Fulham (lub 'Fulanham') jako osiedle nad Tamizą datuje się od VII wieku. W IX wieku pojawili się tam Duńczycy. Parafia All Saints pojawiła się w XIII wieku. Gmina Fulham składała się z biskupskiego majątku Fulham Palace oraz trzech wsi: Walham Green, North End i Hammersmith. Ta ostatnia była wsią zależną od Fulham do 1834 roku kiedy to rozłączono je na dwie niezależne parafie. Parafia św. Jana, w miejscowości Walham Green powstała dopiero w 1837 r. Obie znajdywały się w rozległym hrabstwie Middlesex. Fulham było przez wieki główną siedzibą biskupów Londynu w pałacu nad Tamizą, Fulham Palace. Diecezja Londyńska również obejmuje kolonialne terytorium Gibraltaru. 
Opodal, w samym Londynie, ale na przeciwnym brzegu Tamizy, o trzy mile dalej, mieszkają w Lambeth Palace, Arcybiskupi Canterbury.
W przeszłości Fulham słynęło z przędzalni francuskich, z produkcji owoców i warzyw, skoro teren jest aluwialny - Tamiza regularnie wylewała na ziemie Fulham. Były także browary (Swan) i gorzelnie. W XIX wieku ukazał się tu przemysł w formie wpierw krótkiego kanału na miejscu strumienia, Counter's Creek, dopływającego do Tamizy, a potem z kanału zrobiono pierwszą linie kolejową (od 1844) potem drugą, który umożliwił napływ ludności rzemieślniczej. Zajmowano się stolarką, produkcją cegieł i ceramiki, np. Fulham Pottery (Doulton'a). W 1890 r. Henryk Loewenfeld, dziedzic Chrzanowa, założył tam browar produkujący piwo bezalkoholowe, pod imieniem Kops' Ale. W 1872 r. otwarto pracownie inżynieryjne dla kolei (Lillie Bridge Depot). Z początkiem XX wieku otwarto warsztaty samochodowe, m.in. Rolls Royce'a i autobusowe.
W tym samym okresie założono kluby sportowe na terenie Lillie Bridge Grounds. Uprawiano lekkoatletykę, boks, zapasy i zawody cyklistyczne. Oprócz tego były boiska krykietowe i piłki. Na Fulham rezydują dwa angielskie kluby piłkarskie: Fulham F.C. oraz Chelsea F.C., oraz część hali wystawowej, Earl’s Court, rozebranej w 2014 r. po zawodach olimpijskich w siatkówce.

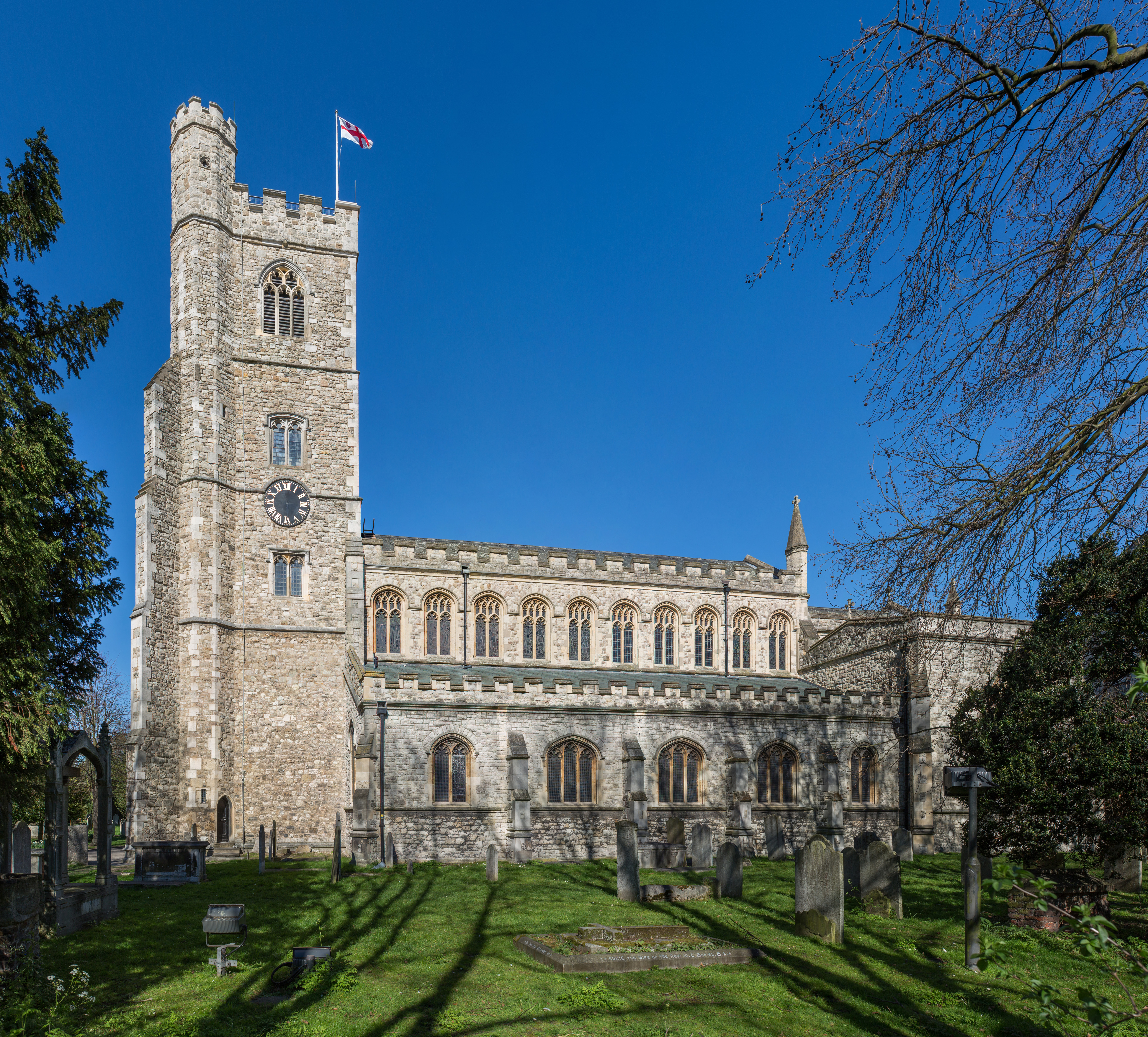
Kościół parafialny All Saints Church, Fulham XIII w.

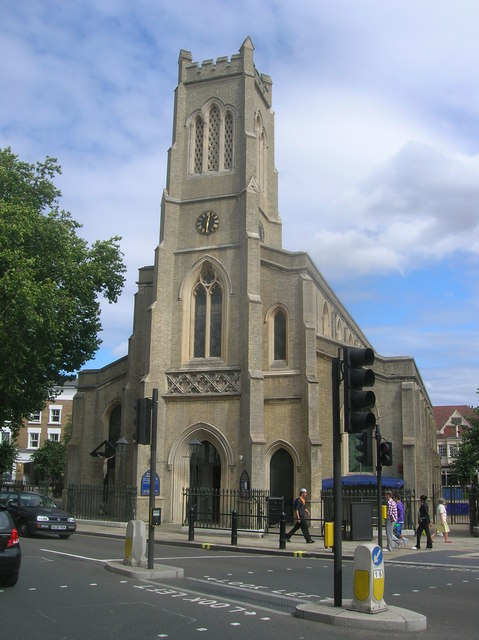
St John's Church, North End Road (1837)

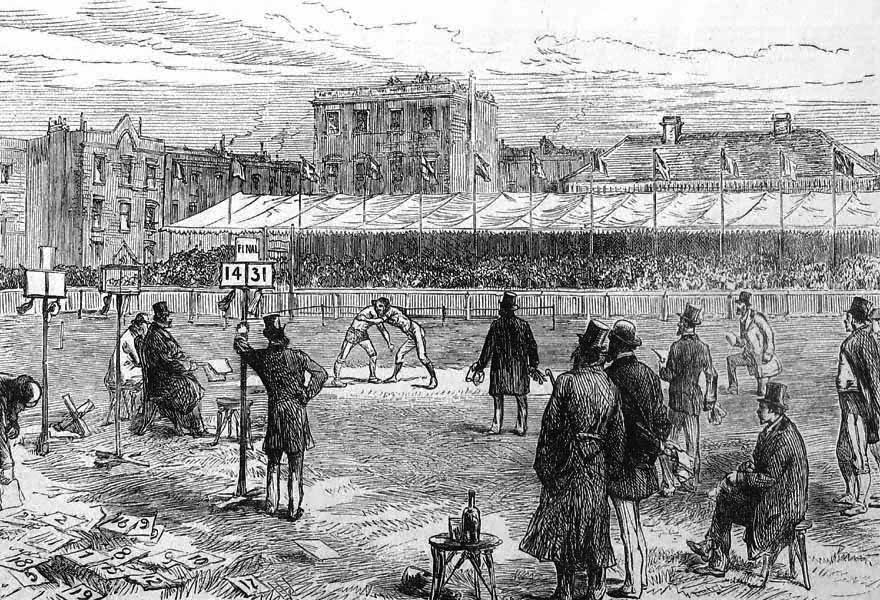
zawody Lillie Grounds

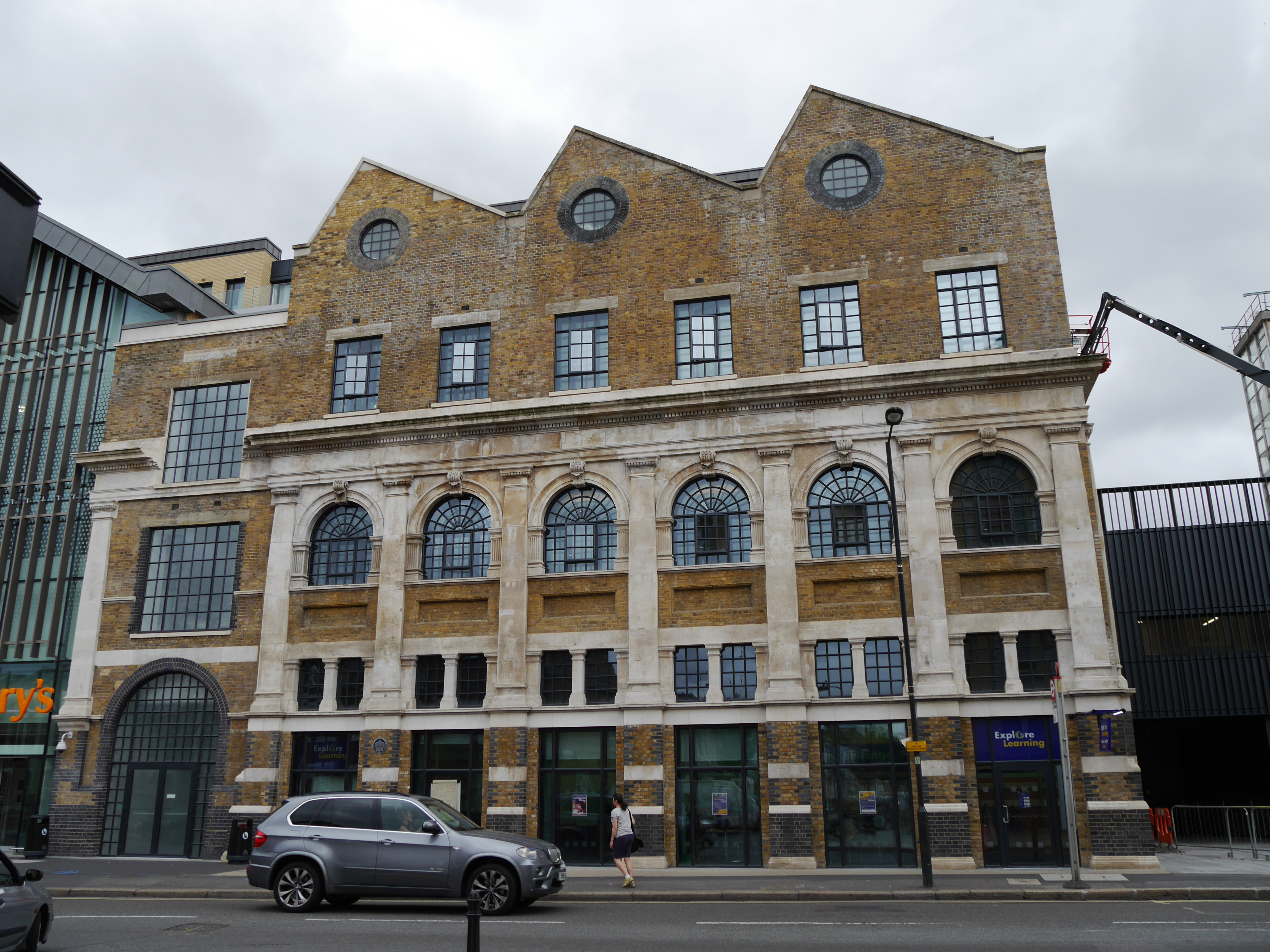
Kops Brewery, browar założony w 1890 r. przez Polaka, Loewenfelda

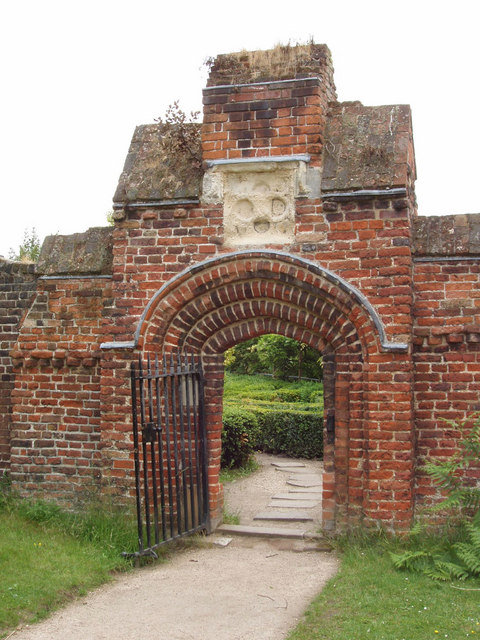
Brama w tudoroskim murze do ogrodu Fulham Palace